# Modellkategorie
In der mathematischen Homotopietheorie ist eine Modellkategorie eine Kategorie mit ausgewählten Unterklassen von Pfeilen, die „schwache Äquivalenzen“, „Faserungen“ und „Kofaserungen“ genannt werden. Die Anforderungen an diese Klassen stellen eine Abstraktion der entsprechenden topologischen Begriffe dar und ermöglichen die Konstruktion einer zugehörigen Homotopiekategorie nicht nur für die Kategorie der topologischen Räume, sondern etwa auch für die Kategorie der Kettenkomplexe. In letzterem Fall nennt man die zugehörigen Homotopiekategorien derivierte Kategorien.
Der Begriff wurde im Jahr 1967 von Daniel G. Quillen eingeführt.

## Definition
In einer Kategorie {\displaystyle {\mathcal {C}}} seien drei objektgleiche Unterkategorien ausgezeichnet:
- schwache Äquivalenzen
- Faserungen
- Kofaserungen.

Wir nennen (Ko-)Faserungen azyklisch oder trivial, wenn sie zugleich schwache Äquivalenzen sind.
{\displaystyle {\mathcal {C}}} heißt Modellkategorie, wenn die folgenden Axiome erfüllt sind:

### MC1 ((Ko-)limites)
{\displaystyle {\mathcal {C}}} ist endlich bivollständig.

### MC2 („2 aus 3“)
Sind {\displaystyle f,g,gf} Pfeile in {\displaystyle {\mathcal {C}}} und zwei von ihnen schwache Äquivalenzen, so auch der dritte.

### MC3 (Retrakte)
Ist {\displaystyle f} Retrakt eines Pfeils {\displaystyle g}, der einer der ausgezeichneten Unterkategorien angehört, so gehört {\displaystyle f} derselben Unterkategorie an.

### MC4 (Hebung)
Sind in dem kommutativen Diagramm
{\displaystyle i} Cofaserung, {\displaystyle p} Faserung und {\displaystyle i} oder {\displaystyle p} azyklisch,
so gibt es einen Pfeil {\displaystyle h\colon B\to X}, der mit dem Diagramm kommutiert.

### MC5 (Zerlegung)
1. Jeder Pfeil kann als {\displaystyle p\circ i} für eine Faserung {\displaystyle p} und eine azyklische Kofaserung {\displaystyle i} dargestellt werden.
2. Jeder Pfeil kann als {\displaystyle p\circ i} für eine azyklische Faserung {\displaystyle p} und eine Kofaserung {\displaystyle i} dargestellt werden.

## Eigenschaften
- Die Definition ist selbstdual: Die duale Kategorie {\displaystyle {\mathcal {C}}^{op}} trägt ebenfalls die Struktur einer Modellkategorie, bei der lediglich die Klassen der Faserungen und Kofaserungen vertauscht sind.
- Das Axiom MC4 charakterisiert die Klassen der Faserungen und Kofaserungen: Ein Pfeil {\displaystyle p} ist genau dann Faserung, wenn es zu jedem Diagramm, in dem {\displaystyle i} azyklische Kofaserung ist, eine Hebung {\displaystyle h} gibt (entsprechend für Kofaserungen). Eine Modellkategoriestruktur ist also bereits durch Angabe der schwachen Äquivalenzen und einer der Klassen der Faserungen und Kofaserungen eindeutig festgelegt.
- Die Klasse der Faserungen ist stabil unter Basiswechsel, die der Kofaserungen ist stabil unter Kobasiswechsel.

### Fasernde und kofasernde Objekte
Nach MC1 enthält {\displaystyle {\mathcal {C}}} insbesondere ein Anfangsobjekt {\displaystyle \emptyset } und ein Endobjekt {\displaystyle *}.
Ein Objekt {\displaystyle X} heißt fasernd, wenn {\displaystyle X\to *} Faserung ist, kofasernd, wenn {\displaystyle \emptyset \to X} Kofaserung ist.

## Beispiele

### Simpliziale Mengen
Auf der Kategorie der simplizalen Mengen {\displaystyle \mathbf {sSet} } gibt es die Joyal- und Kan-Quillen-Modellstruktur. Für eine simpliziale Menge {\displaystyle A} gibt es auf der Scheibenkategorie {\displaystyle \mathbf {sSet} /A} zudem die ko- und kontravariante Modellstruktur.

### Topologische Räume
Auf der Kategorie {\displaystyle Top} der topologischen Räume wird üblicherweise die folgende Modellkategoriestruktur betrachtet:
Als schwache Äquivalenzen werden die schwachen Homotopieäquivalenzen, als Faserungen die Serre-Faserungen gewählt.
Die topologischen Räume lassen sich auch mit einer Modellstruktur versehen, bei der die schwachen Äquivalenzen die Homotopieäquivalenzen sind.

### Kettenkomplexe
Die Kategorie {\displaystyle Ch_{R}} der Kettenkomplexe von R-Moduln mit nichtnegativen Indizes hat die folgende Modellkategoriestruktur:
- Als schwache Äquivalenzen werden die Pfeile (also graderhaltende Homomorphismen, die den Ableitungsoperator respektieren) gewählt, die Isomorphismen in der Homologie induzieren.
- Faserungen sind die Pfeile {\displaystyle f}, deren Komponenten {\displaystyle f_{d}} für jeden Grad {\displaystyle d\geq 0} Monomorphismen mit projektivem Kokern sind.
- Kofaserungen sind die Pfeile {\displaystyle f}, für die die {\displaystyle f_{d}} in positiven Graden {\displaystyle d>0} surjektiv sind.

## Homotopiekategorie
Um den Begriff der Homotopie auf beliebige Modellkategorien übertragen zu können, werden Zylinderobjekte und Wegobjekte definiert,
mit deren Hilfe Links- und Rechtshomotopien definiert werden.
Diese beiden Homotopiebegriffe sind im Allgemeinen weder Äquivalenzrelationen noch stimmen sie miteinander überein.
In dem Falle, dass die Quellen und Ziele der betrachteten Pfeile fasernd und kofasernd sind, beschreiben beide Definitionen dieselbe Äquivalenzrelation.
Man kann deshalb folgendermaßen zu einer Homotopiekategorie übergehen: Zunächst werden Pfeile funktoriell durch solche ersetzt, die sich nur um schwache Äquivalenzen unterscheiden, aber fasernde und kofasernde Quellen und Ziele haben. Dann kann man Äquivalenzklassen links- bzw. rechtshomotoper Pfeile zu Homotopieklassen zusammenfassen und erhält die Homotopiekategorie.
Da man den Übergang zur Homotopiekategorie auch als Lokalisierung bezüglich der schwachen Äquivalenzen beschreiben kann, braucht man für die Konstruktion der Homotopiekategorie keine Kenntnis der Faserungen und Kofaserungen.